# Nicolas Brémontier

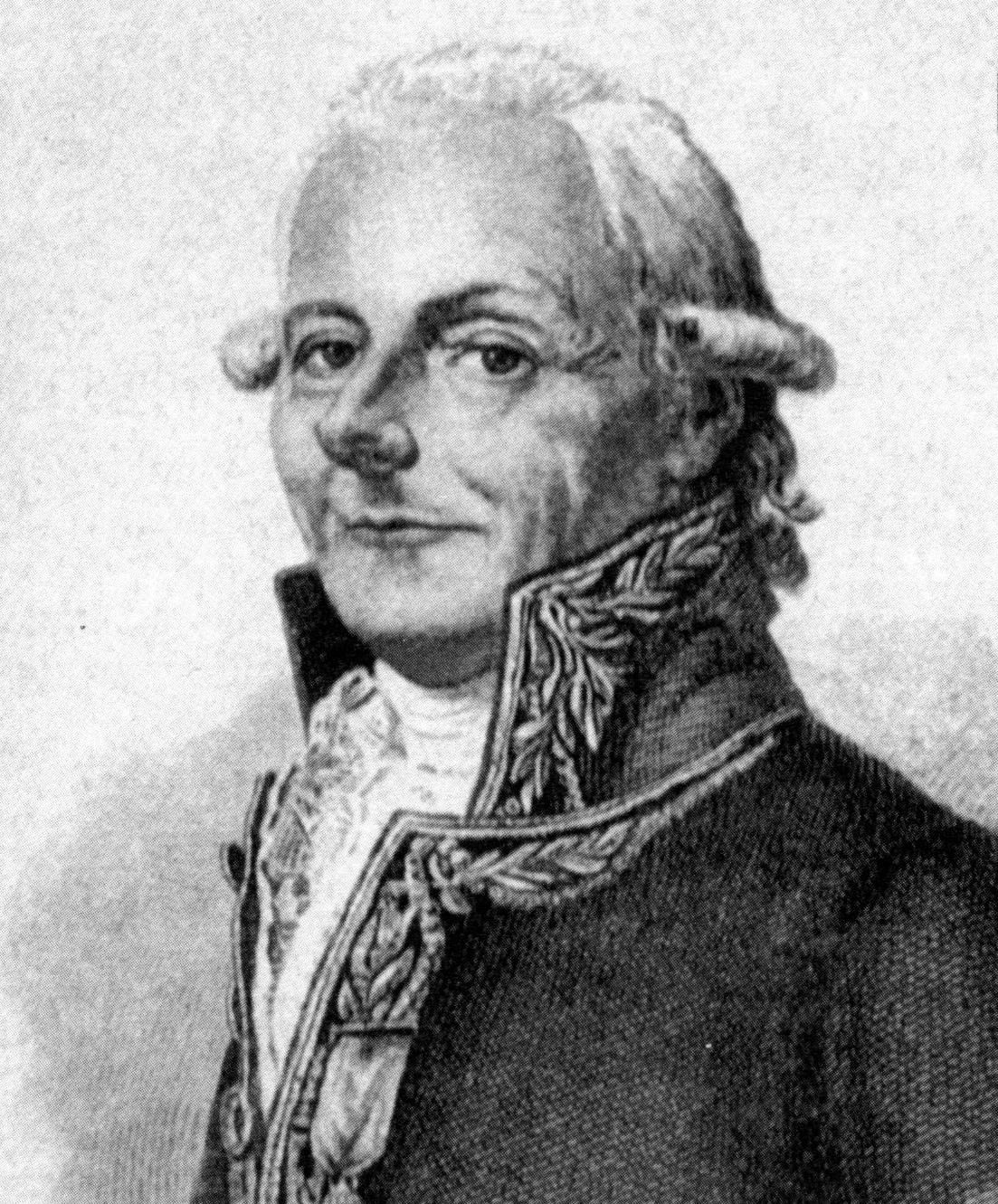
Nicolas Brémontier.

Nicolas Brémontier (Tronquay, 1738 - París, 1809), fue un importante ingeniero civil francés y miembro de la Academia de Caen.

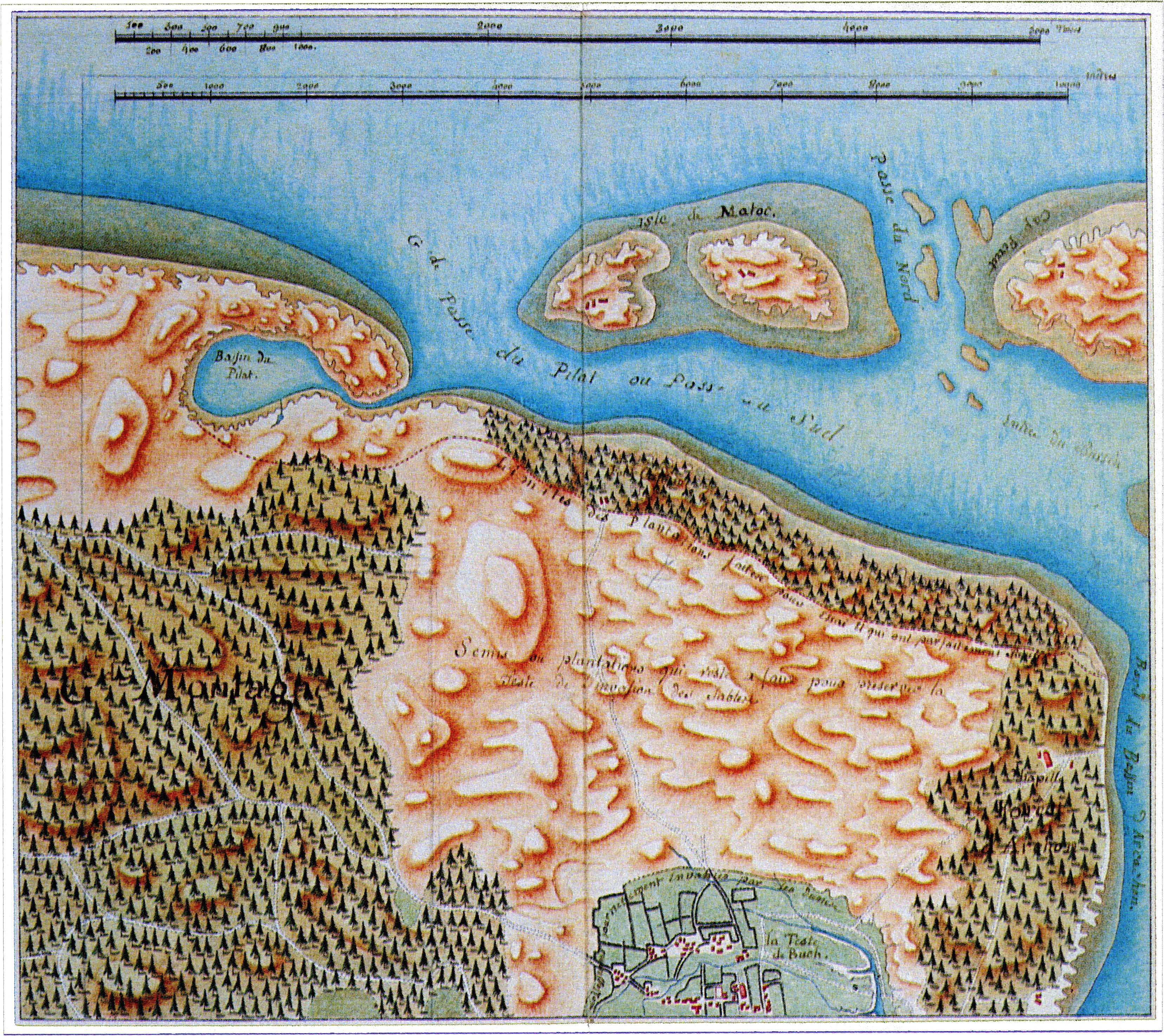
Mapa cartográfico elaborado por Brémontier en el, mostrando las plantaciones de pinos realizadas en La Teste de Buch.

## Biografía
Nacido en el departamento de Eure, tras ejercer de docente en la materia de matemáticas en Toulon, empezó a trabajar en Périgueux como ingeniero técnico en obras públicas trasladándose posteriormente a Burdeos, en 1770. Tras un periodo alejado de esta ciudad, dedicándose a estudiar ingeniería civil, regresa a la misma en 1784 ya como ingeniero superior. 
Brémontier, junto con Jacques Paul Fronton Duplantier, fue uno de los primeros en aplicar medidas para controlar y fijar el movimiento geodinámico invasor de las dunas de arena que avanzaban sobre el terreno en el golfo de Vizcaya, entre Gironda y el río Adur: realizar masivas plantaciones de pinos marítimos en las Landas de Gascuña (1786), basándose en proyectos anteriores realizados en el sur de la bahía de Arcachon. La Revolución francesa perturbó el proyecto, no retomándose de nuevo hasta el año 1793. Brémontier redactó un informe en 1795 haciendo un balance muy positivo de estas pruebas y se envió al Gobierno en París. En 1801 pareció un decreto firmado por los cónsules de la República francesa, cuyo artículo 1 mencionaba: 

Se tomará de las medidas para seguir fijando y plantando bosques en las dunas de las costas de Gascuña, empezando en La Teste de Buch, según los planes presentados por el ciudadano Brémontier, ingeniero, y prefecto del departamento del Gironde

En 1802 es nombrado oficialmente "Inspector General de Caminos y Puentes", trasladándose a París para ejercer el cargo.

## Obras
- Recherches sur le mouvement des ondes (Investigaciones sobre el movimiento ondulatorio)
- Mémoire sur les dunes (1796)